# Chirita fordii
Chirita fordii är en tvåhjärtbladig växtart som först beskrevs av Hemsley, och fick sitt nu gällande namn av D. Wood. Chirita fordii ingår i släktet Chirita och familjen Gesneriaceae.

## Underarter
Arten delas in i följande underarter:
- C. f. dolichotricha
- C. f. fordii